# Liste der Kulturdenkmäler in Horperath
In der Liste der Kulturdenkmäler in Horperath sind alle Kulturdenkmäler der rheinland-pfälzischen Ortsgemeinde Horperath aufgeführt. Grundlage ist die Denkmalliste des Landes Rheinland-Pfalz (Stand: 17. Juni 2023).

## Einzeldenkmäler
| Bezeichnung                           | Lage                 | Baujahr | Beschreibung                                                                | Bild |
| ------------------------------------- | -------------------- | ------- | --------------------------------------------------------------------------- | ---- |
| Katholische Filialkirche St. Nikolaus | Dorfstraße 7 Lage    | 1747    | kleiner Saalbau, Fachwerktonne, bezeichnet 1747                             | BW   |
| Wohnhaus                              | Im Ollen 6 Lage      | 1836    | massives Wohnhaus, Fachwerkgiebel, bezeichnet 1836, im Kern eventuell älter | BW   |
| Quereinhaus                           | Zum Lindental 2 Lage | 1869    | langgestrecktes Quereinhaus, bezeichnet 1869                                | BW   |